# سیلویو دا کوستا
سیلویو دا کوستا (انگلیسی: Sílvio؛ زادهٔ ۶ مارس ۱۹۷۰) بازیکن سابق فوتبال اهل برزیل است که در پست مهاجم بازی می‌کرد. او با المپیک بیروت، با ۱۸ گل بهترین گلزن لیگ برتر لبنان در فصل ۲۰۰۲-۲۰۰۳ بود.
وی همچنین در تیم ملی فوتبال برزیل بازی کرد.